# Nikola Kalinić (košarkaš)
Nikola Kalinić (Subotica, 8. studenoga 1991.) je srbijanski košarkaš i košarkaški reprezentativac. Nastupa za Crvenu zvezdu.

## Profesionalna karijera

### Klupska karijera
Profesionalnu karijeru započeo je 2009. godine u Spartaku iz rodne Subotice. Nakon jedne sezone provedene u Spartaku, 2010. godine prelazi u KK Novi Sad, a nakon toga 2011. u KK Vojvodina Srbijagas Novi Sad. U Vojvodini se zadržava dvije sezone nakon čega 2013. godine prelazi u kragujevački Radnički. 2014. godine postaje igrač Crvene zvezde, s kojom osvaja tzv. "triplu krunu", odnosno osvaja Kup Radivoja Koraća (srbijansko kup natjecanje), ABA ligu i Superligu Srbije. Zahvaljujući odličnoj sezoni u Crvenoj zvezdi, postaje meta mnogih europskih klubova, te za rekordnih 1.000.000€ u ljeto 2015. godine prelazi u turski Fenerbahçe Ülker, s kojim osvaja Tursku košarkašku ligu i Kup i stiže do finala Eurolige.

#### Domaća prvenstva
| Sezona    | Klub                            | Natjecanje             | Rang    | Plasman    |
| --------- | ------------------------------- | ---------------------- | ------- | ---------- |
| 2009./10. | KK Spartak Subotica             |                        | 3.      |            |
| 2010./11. | KK Novi Sad                     | Košarkaška liga Srbije | 1,5. ↓* | 7. mjesto  |
| 2011./12. | KK Vojvodina Srbijagas Novi Sad | Košarkaška liga Srbije | 1,5. ↓* | 1. mjesto  |
| 2011./12. | KK Vojvodina Srbijagas Novi Sad | Superliga Srbije       | 1.      | polufinale |
| 2012./13. | KK Vojvodina Srbijagas Novi Sad | Košarkaška liga Srbije | 1,5. ↓* | 1. mjesto  |
| 2012./13. | KK Vojvodina Srbijagas Novi Sad | Superliga Srbije       | 1.      | polufinale |
| 2013./14. | KK Radnički Kragujevac          | Superliga Srbije       | 1.      | polufinale |
| 2014./15. | KK Crvena zvezda Beograd        | Superliga Srbije       | 1.      | pobjednik  |
| 2015./16. | Fenerbahçe Ülker                | Turska košarkaška liga | 1.      | pobjednik  |
| 2016./17. | Fenerbahçe Ülker                | Turska košarkaška liga | 1.      | pobjednik  |

↑* Košarkaška liga Srbije je prednatjecanje za Superligu Srbije (u kojoj sudjeluju klubovi iz ABA lige i najboljeplasirani iz KLS)

#### Domaći kupovi
| Sezona | Klub                            | Natjecanje           | Plasman      |
| ------ | ------------------------------- | -------------------- | ------------ |
| 2012.  | KK Vojvodina Srbijagas Novi Sad | Kup Radivoja Koraća  | četvrtfinale |
| 2013.  | KK Vojvodina Srbijagas Novi Sad | Kup Radivoja Koraća  | četvrtfinale |
| 2014.  | KK Radnički Kragujevac          | Kup Radivoja Koraća  | polufinale   |
| 2015.  | KK Crvena zvezda Beograd        | Kup Radivoja Koraća  | pobjednik    |
| 2016.  | Fenerbahçe Ülker                | Kup Turske u košarci | pobjednik    |
| 2017.  | Fenerbahçe Ülker                | Kup Turske u košarci | četvrtfinale |

#### Regionalna natjecanja
| Sezona    | Klub                     | Natjecanje | Plasman    |
| --------- | ------------------------ | ---------- | ---------- |
| 2013./14. | KK Radnički Kragujevac   | ABA liga   | 11. mjesto |
| 2014./15. | KK Crvena zvezda Beograd | ABA liga   | pobjednik  |

#### Kontinentalna natjecanja
| Sezona    | Klub                     | Natjecanje    | Plasman   |
| --------- | ------------------------ | ------------- | --------- |
| 2013./14. | KK Radnički Kragujevac   | ULEB Eurokup  | top 32    |
| 2014./15. | KK Crvena zvezda Beograd | ULEB Euroliga | top 16    |
| 2015./16. | Fenerbahçe Ülker         | ULEB Euroliga | finalist  |
| 2016./17. | Fenerbahçe Ülker         | ULEB Euroliga | pobjednik |

### Reprezentativna karijera
Za seniorsku reprezentaciju Srbije debitirao je na Europskom prvenstvu 2013. godine.

#### Reprezentativna natjecanja
| Godina | Natjecanje                            | Plasman                  |
| ------ | ------------------------------------- | ------------------------ |
| 2011.  | Europsko U-20 prvenstvo u košarci ↓** | 13. mjesto               |
| 2013.  | Mediteranske igre ↓**                 | srebrna medalja          |
| 2013.  | Univerzijada ↓**                      | brončana medalja         |
| 2013.  | Europsko prvenstvo u košarci          | četvrtfinale (7. mjesto) |
| 2014.  | Svjetsko prvenstvo u košarci          | srebrna medalja          |
| 2015.  | Europsko prvenstvo u košarci          | 4. mjesto                |
| 2016.  | Olimpijske igre                       | 2. mjesto                |

↑** Nastupale mlađe selekcije reprezentacije Srbije

## Ostalo
Otac Nikole Kalinića bivši je srbijanski i jugoslavenski stolnotenisač Zoran Kalinić, majka Dragica i sestra Mina bivše su odbojkašice, dok je njegov brat Uroš Kalinić vaterpolist.

## Vanjske poveznice
- Twitter profil Nikole Kalinića